# La faccia violenta di New York
La faccia violenta di New York (One Way) è un film del 1973 diretto da Jorge Darnell